# Universidad San Sebastián
Universidad San Sebastián är ett universitet i Chile.   Det ligger i provinsen Provincia de Concepción och regionen Región del Biobío, i den södra delen av landet, 400 km sydväst om huvudstaden Santiago de Chile. 